# Eupithecia cana
Eupithecia cana es una especie de polilla de la familia Geometridae. La especie fue descrita por primera vez por András Mátyás Vojnits habiendo sido descrita en 1994, con distribución en Chile. El holotipo de la especie fue descrita en el Parque nacional Bosque Fray Jorge, a 70 km oeste de Ovalle. Tiene una morfología muy similar a E. oenone. El nombre se debe Latín, canus que implica un color gris blanquecino.

## Descripción
La longitud de las alas anteriores es de 7,5 a 9 milímetros (0,3 a 0,4 plg). Las alas anteriores moderadamente anchas, con un ápice moderadamente puntiagudo. El color de fondo de las alas anteriores es mayoritariamente blanco, pero a veces blanco grisáceo o blanco amarillento e incluso marrón en un ejemplar. Las alas traseras son anchas y de color blanco sedoso con muchas líneas transversales de color marrón grisáceo. Los adultos vuelan en noviembre y diciembre.
Sus palpos spm de color marrón o marrón amarillento, y suelen tener un diámetro un tanto mayor al de los ojos (de 1,1 a 1,2 veces). Sus antenas cuentan con un par de procesos basales asimétricos, y poco ciliadas. La longitud de las alas anteriores en promedio 8,5 milímetros (0,3 plg).